# 2830 Greenwich
2830 Greenwich este un asteroid din centura principală, descoperit pe 14 aprilie 1980 de Edward Bowell.